# Port lotniczy Banja Luka-Zalužani
Port lotniczy Banja Luka-Zalužani – krajowy port lotniczy zlokalizowany w Zalužani koło Banja Luki (Bośnia i Hercegowina, Republika Serbska).